# Trémauville
Trémauville is een gemeente in het Franse departement Seine-Maritime (regio Normandië) en telt 100 inwoners (2009). De plaats maakt deel uit van het arrondissement Le Havre.

## Geografie
De oppervlakte van Trémauville bedraagt 2,8 km², de bevolkingsdichtheid is dus 35,7 inwoners per km².
De onderstaande kaart toont de ligging van Trémauville met de belangrijkste infrastructuur en aangrenzende gemeenten.

## Demografie
Onderstaande figuur toont het verloop van het inwonertal (bron: INSEE-tellingen).